# Nederlands voetbalelftal op de Olympische Zomerspelen 2008
Het Nederlands olympisch voetbalelftal was een van de deelnemende teams op de Olympische Zomerspelen 2008 in Peking, China. De vorige deelname van een Nederlands voetbalelftal op de Olympische Zomerspelen dateert van 1952, waarin het team in de voorronde werd uitgeschakeld. In 2008 bereikte het voetbalelftal de kwartfinales, waarin het werd uitgeschakeld door Argentinië.

## Kwalificatie
Nederland kwalificeerde zich doordat Jong Oranje het Europees kampioenschap voetbal onder de 21 in 2007 wist te winnen.

## Wedstrijden op de Olympische Zomerspelen
Nederland werd bij de loting op ingedeeld in groep B met Japan, Nigeria en de Verenigde Staten.

### Groep B
| Land             | Wed | Win | Gel | Ver | DV | DT | +/− | Pnt |
| ---------------- | --- | --- | --- | --- | -- | -- | --- | --- |
| Nigeria          | 3   | 2   | 1   | 0   | 4  | 2  | +2  | 7   |
| Nederland        | 3   | 1   | 2   | 0   | 3  | 2  | +1  | 5   |
| Verenigde Staten | 3   | 1   | 1   | 1   | 4  | 4  | 0   | 4   |
| Japan            | 3   | 0   | 0   | 3   | 1  | 4  | -3  | 0   |

### Wedstrijden

#### Poulewedstrijden
|                           |           |       |         |                                                                                            |
| 7 augustus 2008 13:45 uur | Nederland | 0 - 0 | Nigeria | Tianjin Olympisch Stadion, Tianjin Toeschouwers: 52.931 Scheidsrechter: Pablo Pozo (Chili) |
| 7 augustus 2008 13:45 uur | Verslag   |       |         | Tianjin Olympisch Stadion, Tianjin Toeschouwers: 52.931 Scheidsrechter: Pablo Pozo (Chili) |

|                            |                           |         |                       | |
| 10 augustus 2008 13:45 uur | Verenigde Staten          | 2 - 2   | Nederland             | Tianjin Olympisch Stadion, Tianjin Toeschouwers: 45.016 Scheidsrechter: Michael Hester (Nieuw-Zeeland) |
| 10 augustus 2008 13:45 uur | Kljestan 64' Altidore 72' | Verslag | 16' Babel 90+3' Sibon | Tianjin Olympisch Stadion, Tianjin Toeschouwers: 45.016 Scheidsrechter: Michael Hester (Nieuw-Zeeland) |

|                            |                  |         |       | |
| 13 augustus 2008 11:00 uur | Nederland        | 1 - 0   | Japan | Shenyang Olympisch Stadion, Shenyang Toeschouwers: 38.790 Scheidsrechter: Héctor Walter Baldassi (Argentinië) |
| 13 augustus 2008 11:00 uur | Sibon 73' (pen.) | Verslag |       | Shenyang Olympisch Stadion, Shenyang Toeschouwers: 38.790 Scheidsrechter: Héctor Walter Baldassi (Argentinië) |

#### Kwartfinale
|                            |            |         |                         |                                                                                                 |
| 16 augustus 2008 15:00 uur | Nederland  | 1 - 2   | Argentinië              | Sjanghai Stadion, Shanghai Toeschouwers: 51.366 Scheidsrechter: Jair Marrufo (Verenigde Staten) |
| 16 augustus 2008 15:00 uur | Bakkal 36' | Verslag | 14' Messi 104' Di María | Sjanghai Stadion, Shanghai Toeschouwers: 51.366 Scheidsrechter: Jair Marrufo (Verenigde Staten) |

## Selectie en statistieken
Op 15 juli 2008 maakte bondscoach Foppe de Haan de namen van 22 spelers, inclusief dispensatiespelers Roy Makaay, Gerald Sibon en Kew Jaliens, bekend. Hiervan gingen er achttien naar China, back-ups Nordin Amrabat, Siem de Jong, Tim Krul en Christian Kum bleven thuis en konden eventueel worden opgeroepen in geval van blessures. De volgende achttien spelers gingen mee naar China:
| No. | Naam               | Club                    | Positie      | W |   |   | D |   |   |   |
| --- | ------------------ | ----------------------- | ------------ | - | - | - | - | - | - | - |
| 1.  | Piet Velthuizen    | SBV Vitesse             | Doelman      | 0 | 0 | 0 | 0 | 0 | 0 | 0 |
| 2.  | Gianni Zuiverloon  | West Bromwich Albion FC | Verdediger   | 4 | 1 | 0 | 0 | 1 | 0 | 0 |
| 3.  | Dirk Marcellis     | PSV                     | Verdediger   | 4 | 0 | 1 | 0 | 0 | 0 | 0 |
| 4.  | Kew Jaliens        | AZ                      | Verdediger   | 3 | 0 | 0 | 0 | 2 | 0 | 0 |
| 5.  | Erik Pieters       | PSV                     | Verdediger   | 2 | 1 | 0 | 0 | 0 | 0 | 0 |
| 6.  | Kees Luyckx        | AZ                      | Verdediger   | 0 | 0 | 0 | 0 | 0 | 0 | 0 |
| 7.  | Jonathan de Guzmán | Feyenoord               | Middenvelder | 4 | 0 | 1 | 0 | 1 | 0 | 0 |
| 8.  | Urby Emanuelson    | AFC Ajax                | Middenvelder | 4 | 0 | 1 | 0 | 0 | 0 | 0 |
| 9.  | Roy Makaay         | Feyenoord               | aanvaller    | 3 | 1 | 1 | 0 | 0 | 0 | 0 |
| 10. | Gerald Sibon       | sc Heerenveen           | Aanvaller    | 4 | 3 | 1 | 2 | 1 | 0 | 0 |
| 11. | Ryan Babel         | Liverpool FC            | Aanvaller    | 4 | 0 | 0 | 1 | 0 | 0 | 0 |
| 12. | Hedwiges Maduro    | Valencia CF             | Middenvelder | 4 | 1 | 2 | 0 | 0 | 0 | 0 |
| 13. | Calvin Jong-A-Pin  | sc Heerenveen           | Verdediger   | 4 | 1 | 1 | 0 | 0 | 0 | 0 |
| 14. | Evander Sno        | Celtic FC               | Aanvaller    | 2 | 1 | 1 | 0 | 1 | 0 | 1 |
| 15. | Royston Drenthe    | Real Madrid             | Middenvelder | 4 | 0 | 2 | 0 | 0 | 0 | 0 |
| 16. | Roy Beerens        | sc Heerenveen           | Aanvaller    | 2 | 1 | 1 | 0 | 0 | 0 | 0 |
| 17. | Otman Bakkal       | PSV                     | Middenvelder | 4 | 2 | 0 | 1 | 0 | 0 | 0 |
| 18. | Kenneth Vermeer    | AFC Ajax                | Doelman      | 4 | 0 | 0 | 0 | 0 | 0 | 0 |

| W | Wedstrijden     |
|   | Invalbeurten    |
|   | Gewisseld       |
| D | Doelpunten      |
|   | Gele kaarten    |
|   | 2 x geel = rood |
|   | Rode kaarten    |

### Technische staf
- Foppe de Haan: bondscoach
- Remy Reynierse: assistent-coach
- Jan Willem van Ede: keeperstrainer

1 Velthuizen ·
2 Zuiverloon ·
3 Marcellis ·
4 Jaliens ·
5 Pieters ·
6 Luijckx ·
7 De Guzmán ·
8 Emanuelson ·
9 Makaay ·
10 Sibon ·
11 Babel ·
12 Maduro ·
13 Jong-A-Pin ·
14 Sno ·
15 Drenthe ·
16 Beerens ·
17 Bakkal ·
18 Vermeer ·
Coach: De Haan
 Parijs 1900 ·
 Saint Louis 1904 ·
 Londen 1908 ·
 Stockholm 1912 ·
 Antwerpen 1920 ·
 Parijs 1924 ·
 Amsterdam 1928 ·
 Berlijn 1936 ·
 Londen 1948 ·
 Helsinki 1952 ·
 Melbourne 1956 ·
 Rome 1960 ·
 Tokio 1964 ·
 Mexico-stad 1968 ·
 München 1972 ·
 Montréal 1976 ·
 Moskou 1980 ·
 Los Angeles 1984 ·
 Seoul 1988 ·
 Barcelona 1992 ·
 Atlanta 1996 ·
 Sydney 2000 ·
 Athene 2004 ·
 Peking 2008 ·
 Londen 2012 ·
 Rio 2016 ·
 Tokio 2020